# Municipio de Aizpute
El municipio de Aizputes (en letón: Aizputes novads) es uno de los ciento diez municipios de la República de Letonia, se encuentra localizado en el suroeste de dicho país báltico. Fue creado durante el año 2009 después de una reorganización territorial. La capital es la villa de Aizpute.
El 1 de julio de 2021, el municipio de Aizpute dejó de existir y su territorio se fusionó con el municipio de Kurzeme Meridional.

## Subdivisiones
1. Aizpute (villa)
2. Aizputes pagasts (zona rural)
3. Cīravas pagasts (zona rural)
4. Kalvenes pagasts (zona rural)
5. Kazdangas pagasts (zona rural)
6. Lažas pagasts (zona rural)

## Población y territorio
Su población se encuentra compuesta por un total de 10.517 personas (2009). La superficie de este municipio abarca una extensión de territorio de unos 640,2 kilómetros cuadrados. La densidad poblacional es de 16,42 habitantes por cada kilómetro cuadrado.